# 望月淳
望月 淳（もちづき じゅん、12月22日 - ）は、日本の漫画家、イラストレーター。神奈川県出身。女性。『月刊ガンガンJOKER』（スクウェア・エニックス）で活動中。

## 経歴
阿佐ヶ谷美術専門学校在学中の2004年に読み切り作品『パンドラハーツ』でデビュー（Crimson-Shell連載中の巻末コメントに「4ヶ月ぶりに学校へ行った」という内容を書いている）。後に専門学校を中退。
2005年に『Crimson-Shell』で初連載。
2006年に『PandoraHearts』の連載を開始。デビュー作とタイトルは同一であるが、別作品という位置づけとなっている。最初はハードボイルドものになる予定だったものが担当との話し合いの末、『不思議の国のアリス』をサインコードとする現在の作品となった。2009年にテレビアニメ化された。およそ9年の連載の後、2015年3月（GF4月号）にて完結。
2015年に『ヴァニタスの手記』の連載を開始。（2024年現在、体調との兼ね合いから不定期連載中）

## 人物
- 中学時代は週にノート数冊分の漫画を描いていた。本格的な漫画を描いたのはデビュー作が初である。
- カラーイラストではPC処理を一切行っていない。主にコピックとガッシュを使用しており、原画の周囲には色を試した痕が多数残されている。その他カラートーンや水彩などを使用し、カラーの手法を広げている。
- 紙にもこだわりがあり「ワットマン水彩紙」を愛用している（※ワットマン水彩紙は2010年には既に廃版になっている）。
- メインで使用しているのはGペン。部分やシーンによって他に丸ペン・コピックのマルチライナー・筆ペンなどを使用している。
- 出かける時はクロッキー帳を持ち歩いている。
- コーヒー派である。
- イラストレーターである深遊と親交が非常に深く、コミックス巻末のスペシャルサンクスやブログなどでも彼女の扱いは別格である。
- 同Gファンタジーで連載中のもちを飲み会に招待したことがある。漫画家みなもと悠とは『Gファンタジー』での読み切り企画の同期であり、互いの作品がアニメ化した際に記念の合作イラストをブログ上で公開している。
- 『Gファンタジー』では連載作品の前にあらすじの解説が1ページがつくが、このページを毎号描き下ろしている（2011年現在）。担当に「好きに描いていい」と言われているようだが、伏線の多い作品のためあらすじとしてはあまり機能していない。

## 作品

### 漫画作品
- パンドラハーツ（『月刊Gファンタジー』2005年1月号、読み切り）PandoraHearts 8巻に収録
- Crimson-Shell 全1巻（『月刊Gファンタジー』2005年9月号 - 2006年2月号）
- PandoraHearts 全24巻（『月刊Gファンタジー』2006年6月号 - 2015年4月号）
- ヴァニタスの手記 既刊11巻（『月刊ガンガンJOKER』2016年1月号 - ）

### アンソロジー
- ヴァルキリープロファイル2－シルメリア－ コミックアンソロジーEX.第一集（中扉イラスト）
- テイルズ オブ ジ アビス コミックアンソロジーEX.第四集（表紙イラスト）
- ガンガンコミックスアンソロジー 戦国アンソロジー(イラスト)
- STAR DRIVER 輝きのタクト アンソロジー（イラスト）
- コミックアンソロジー極 不思議の国のアリス（表紙イラスト）
- ガンガンコミックスアンソロジー 妖狐×僕SS(イラスト)

### 画集
- 望月淳 画集 PandoraHearts 〜odds and ends〜（スクウェア・エニックス、2009年9月26日初版発行）ISBN 978-4-7575-2674-7
- 望月淳2nd画集 PandoraHearts 「There is.」（スクウェア・エニックス、2015年6月27日初版発行）ISBN 978-4-7575-4531-1

### ガイドブック
- PandoraHearts Official Guide 8.5 mine of mine（スクウェア・エニックス、2009年3月27日初版発行）ISBN 978-4-7575-2531-3
- PandoraHearts Official Guide 18.5 〜Evidence〜（スクウェア・エニックス、2012年7月27日初版発行）ISBN 978-4-7575-3649-4
- PandoraHearts Official Guide 24+1 Last Dance!（スクウェア・エニックス、2015年6月27日初版発行）ISBN 978-4-7575-4530-4

### 挿絵
- 忘却の覇王 ロラン（著：吉野匠、ガンガンノベルズ）全7巻
- 小説 PandoraHearts 〜Caucus race〜（著：若宮シノブ、Gファンタジーノベルズ）既刊3巻

### エンドカード
- STAR DRIVER 輝きのタクト（TOKYO MX放送版第6話）
- 輪廻のラグランジェ season2（第9話）